# شويتا تشودري
شويتا تشودري (بالإنجليزية: Shweta Chaudhary) (من مواليد 3 يوليو 1986) هي رامية هندية التي تتنافس في مسابقات المسدس الهوائي بطول 10 أمتار و 25 متر.
فازت تشودري بالميداليات الذهبية والفضية في بطولة آسيا الثامنة 2015.
في عام 2014 في دورة الألعاب الآسيوية 2014 في إنتشون فازت تشودري بالميدالية البرونزية في مسابقة المسدس الهوائي حيث سجلت 176.4 نقطة في المباراة النهائية والتي كانت أول ميدالية فازت بها الهند.
في بطولة آسيا للرماية 2009 في الدوحة فازت تشودري بميدالية برونزية في المسدس الهوائي بحصولها على 381 نقطة في المباراة النهائية.

## روابط خارجية
- شويتا تشودري على موقع الاتحاد الدولي (الإنجليزية)